# Ischiocentra punctata
Ischiocentra punctata là một loài bọ cánh cứng trong họ Cerambycidae.